# ژوئر
ژوئر نام شهری در کشور فرانسه و در ناحیه لیموزین است. این شهر جمعیت زیادی ندارد و در شمال این ایالت واقع شده است.از این شهر رود کرئوس نیز می‌گذرد.

## منابع